# NF-Board
NF-Board (właśc. Nouvelle Fédération-Board (NFB), nieoficjalnie Non-FIFA-Board) – federacja piłkarska utworzona 21 grudnia 2003 roku dla zespołów reprezentujących państwa, terytoria zależne, państwa nieuznawane, mniejszości narodowe i etniczne, regiony, jednostki administracyjne, mikronacje, które nie są i zwykle nie mogą być członkami FIFA. W 2007 roku została utworzona regionalna organizacja NF-Board dla Ameryki Południowej – Consejo Sudamericano de Nuevas Federaciones (CSANF).
Celem NF-Board było umożliwienie federacjom członkowskim rozgrywania oficjalnych meczów na bazie „prawa do gry w piłkę nożną”. Organizowała VIVA World Cup, puchar, który został po raz pierwszy rozegrany w październiku 2006 roku w Oksytanii, a kolejne w 2008, 2009, 2010 i 2012 roku.
NF-Board chciała współpracować z FIFA będąc tymczasową organizacją dla zespołów oczekujących na członkostwo w FIFA.
Organizatorem i sekretarzem generalnym był Luc Misson, adwokat Jean-Marca Bosmana w sprawie, która doprowadziła do powstania prawa Bosmana.

## Członkowie
NF-Board nie publikowała aktualnych wykazów członków. Ostatni taki wykaz ukazał się pod koniec 2007 roku. Według niego organizacja zrzeszała 13 członków stałych, 11 członków tymczasowych oraz 3 członków partnerskich. W późniejszych latach następowały zmiany – zarówno przyjmowani byli nowi członkowie, jak i następowały rezygnacje. W organizowanym przez NF-Board VIVA World Cup występowały również reprezentacje nie wymieniane na liście członków NF-Board – nie jest jasne, czy fakt wystąpienia w tym turnieju oznaczał również członkostwo w organizacji (z drugiej strony część reprezentacji wymienianych jako członkowskie NF-Board w turnieju tym nigdy nie uczestniczyło).

### Członkowie według wykazu z2007roku
jako stali członkowie
- Cypr Północny (od 12.12.2003 członek tymczasowy, od 25.03.2006 członek stały)[1]
- Czagos (od 12.12.2003 członek tymczasowy, od 25.03.2006 członek stały)[1]
- Grenlandia (od 13.10.2005 członek tymczasowy, od 25.03.2006 członek stały)[1]
- Kamerun Południowy (od 11.06.2005 członek tymczasowy, od 30.09.2006 członek stały)[1]
- Laponia (od 12.12.2003)[1]
- Moluki Południowe (od 11.06.2005 członek tymczasowy, od 30.09.2006 członek stały)[1]
- Monako (od 12.12.2003)[1]
- Oksytania (od 11.06.2005 członek tymczasowy, od 25.03.2006 członek stały)[1]
- Papua Zachodnia (od 11.06.2005 członek tymczasowy, od 30.09.2006 członek stały)[1]
- Rijeka (od 25.03.2006)[1]
- Romowie (od 11.06.2005 członek tymczasowy, od 25.03.2006 członek stały)[1]
- Somaliland (od 19.05.2004 członek tymczasowy, od 30.09.2006 członek stały)[1]
- Tybet (od 12.12.2003 członek tymczasowy, od 25.03.2006 członek stały)[1]

jako członkowie tymczasowi
- Casamance (od 28.09.2007)[1]
- Czeczenia (od 11.06.2005)[1]
- Gozo (od 28.09.2007)[1]
- Kiribati (od 10.12.2005)[1]
- Masajowie (od 25.03.2006)[1]
- Padania (od 10.12.2007)[1]
- Sahara Zachodnia (od 12.12.2003)[1]
- Walonia (od 31.07.2007)[1]
- Wyspa Wielkanocna (od 30.09.2006)[1]
- Yap (od 31.07.2007)[1]
- Zanzibar (od 19.05.2004)[1]

jako członkowie partnerscy
- Południowa Dolna Saksonia (od 11.06.2005 członek tymczasowy, od 25.03.2006 członek partnerski)[1]
- Saugeais (od 11.06.2005 członek tymczasowy, od 25.03.2006 członek partnerski)[1]
- Sealand (od 11.06.2005 członek tymczasowy, od 25.03.2006 członek partnerski)[1]

### Członkowie przyjęci od 2008 roku i zmiany w członkostwie
2008:
- Aramejczycy (od 29.06.2008 członek tymczasowy[2], od 13.12.2008 członek stały[3])
- Gozo (13.12.2008 zmiana statusu z członka tymczasowego na stałego[3])
- Kurdystan (od 29.06.2008 członek tymczasowy[2], od 13.12.2008 członek stały[3])
- Padania (13.12.2008 zmiana statusu z członka tymczasowego na stałego[3])
- Prowansja (od 29.06.2008 członek tymczasowy[2], od 13.12.2008 członek stały[3])
- Sardynia (od 13.12.2008 członek tymczasowy[3])
- Walonia (13.12.2008 zmiana statusu z członka tymczasowego na stałego[3])

2010:
- Królestwo Obojga Sycylii (od 05.01.2010 członek tymczasowy[4])
- Cilento (od 29.04.2010 członek tymczasowy[5])
- Monako (w maju 2010 wycofuje się z członkostwa w NF-Board)[6]

2011:
- Skania (od 10.04.2011 członek tymczasowy)[7]

### Członkowie Consejo Sudamericano de Nuevas Federaciones
- Afrochilijczycy (od 2012)[8]
- Ajmarowie (od 2010)[8]
- Fernando de Noronha (od 2011)[8]
- Guarani (od 2011)[8]
- Juan Fernández (od 2009)[8]
- Mapucze (od 2011)[8]
- Wyspa Wielkanocna (od 2009; członek specjalny)[8]

### Drużyny biorące udział w VIVA World Cup
Drużyny, które nie należą do NF-Board lub Consejo Sudamericano de Nuevas Federaciones oznaczono symbolem: #.
- Aramejczycy (2008)
- Cypr Północny (2012[9])
- # Darfur (2012[9])
- Gozo (2009[10], 2010[5])
- # Ilam (2012[9])
- Kamerun Południowy (2006)[a]
- Królestwo Obojga Sycylii (2010[5])
- Kurdystan (2008, 2009[10], 2010[5], 2012[9])
- Laponia (2006, 2008, 2009[10])
- Monako (2006)
- Oksytania (2006, 2009[10], 2010[5], 2012[9])
- Padania (2008, 2009[10], 2010[5])
- Prowansja (2008, 2009[10], 2010[5], 2012[9])
- # Recja (2012[9])
- Sahara Zachodnia (2012[9])
- Zanzibar (2012[9])